# Провинција Овари
Овари (јап. 尾張国) је једна од 66 историјских провинција Јапана, која је постојала од почетка 8. века до Мејџи реформи у другој половини 19. века. Провинција се налазила на обали Пацифика, у средњем делу острва Хоншу, у области Токаидо. Граничила се са провинцијама Микава на истоку, Мино на северу и Изе на западу.
Царским декретом од 29. августа 1871. све постојеће провинције замењене су префектурама. Територија Оварија одговара западној половини данашње префектуре Аичи.

## Географија
Провинција Овари граничила се са провинцијама Изе (на западу), Мино (на северу) и Микава (на истоку). Већи део провинције заузимала је равница Ноби, широка и изузетно плодна алувијална раван у делти три реке - Иби, Кизо и Нагара. Равница Ноби (предео око модерног града Нагоја) заузима површину око 1.800 квадратних километара (као половина Срема) и окружена је планинским ланцима са три стране, а на југу излази на залив Изе у Тихом океану.
Провинција Овари била је подељена у 8 округа, четири северна или горња (од запада према истоку: Хагури, Нива, Накашима и Касугаи) и четири јужна или доња (од запада према истоку: Каисаи, Каито, Чита и Аичи). У источном делу Оварија, граница између горњих и доњих округа (између Касугаја и Аичија) ишла је реком Јада до ушћа у реку Шонаи (у данашњој Нагоји).

## Историја
Јапан је законом Таихо из 703. године подељен у 66 провинција, под управом царских гувернера (кокуши). Цивилне гувернере провинција су након слома царске власти и увођења војне диктатуре у облику шогуната у периоду Камакура (1185-1333) заменили војни гувернери (шуго) које је постављао шогун, а не царска влада. Војни гувернери су већином изгубили власт у грађанским ратовима и хаосу периода Сенгоку (1467—1600), када су их заменили локални господари (даимјо), све до поновног уједињења Јапана под Тојотоми Хидејошијем и шогунатом Токугава.
У Сенгоку периоду (1467-1615) провинција Овари је пала под власт разних огранака породице Ода: северним окрузима владала је породица Ода из замка Ивакура (данас истоимени град), а јужним породица Ода из замка Кијосу (данас истоимени град). Овари је око 1558. ујединио Ода Нобунага, пореклом из млађег огранка јужне породице (Ода из замка Шобата, близу западне границе Оварија, коју је основао Ода Нобусада), и провинција Овари постала је полазиште Нобунагиних ратова за уједињење Јапана (1560—1582). У периоду шогуната Токугава (1600—1868) престоница Оварија била је у Нагоји (коју је 1538. основао Ода Нобухиде). Овари је такође родно место Тојотоми Хидејошија, другог великог ујединитеља Јапана у периоду Сенгоку, који је започео каријеру као слуга и прост пешадинац (ашигару) у служби Ода Нобунаге.